# Simon Church
Simon Richard Church (Amersham, Anglaterra, 10 de desembre de 1988) és un futbolista gal·lès. Juga de davanter i el seu actual equip és el Milton Keynes Dons, actualment ascendit a la Football League Championship d'Anglaterra.

## Selecció nacional
Ha estat internacional amb la Selecció de futbol de Gal·les, ha jugat 22 partits internacionals i ha marcat 1 gol.

## Clubs
| Club              | País       | Any       |
| ----------------- | ---------- | --------- |
| Crewe Alexandra   | Anglaterra | 2007-2008 |
| Yeovil Town       | Anglaterra | 2008      |
| Wycombe Wanderers | Anglaterra | 2008      |
| Reading FC        | Anglaterra | 2009      |
| Leyton Orient     | Anglaterra | 2009      |
| Reading FC        | Anglaterra | 2009-2012 |
| Huddersfield Town | Anglaterra | 2012      |
| Reading FC        | Anglaterra | 2013-     |

## Palmarès

### Campionats nacionals
| Títol                        | Club       | País       | Any  |
| ---------------------------- | ---------- | ---------- | ---- |
| Football League Championship | Reading FC | Anglaterra | 2012 |